# Styracosceles neomexicanus
Styracosceles neomexicanus är en insektsart som först beskrevs av Scudder, S.H. 1894.  Styracosceles neomexicanus ingår i släktet Styracosceles och familjen grottvårtbitare. Inga underarter finns listade i Catalogue of Life.